# Peromyscini
Peromyscini – plemię ssaków z podrodziny nowików (Neotominae) w obrębie rodziny chomikowatych (Cricetidae).

## Zasięg występowania
Plemię obejmuje gatunki występujące Ameryce Północnej i Środkowej.

## Podział systematyczny
Do plemienia należą następujące rodzaje:
- Podomys Osgood, 1909 – florydomyszak – jedynym żyjącym przedstawicielem jest Podomys loridanus (F.M. Chapman, 1889) – florydomyszak kserofilny
- Neotomodon Merriam, 1898 – myszowik – jedynym przedstawicielem jest Neotomodon alstoni Merriam, 1898 – myszowik górski
- Osgoodomys Hooper & Musser, 1964 – osgudek – jedynym przedstawicielem jest Osgoodomys banderanus (J.A. Allen, 1897) – osgudek meksykański
- Peromyscus Gloger, 1841 – myszak
- Megadontomys Merriam, 1898 – wielkomyszak
- Habromys Hooper & Musser, 1964 – meksykomysz